# ناديجدا تولوكونيكوفا
ناديجدا أندرييفنا تولوكونيكوفا (بالروسية: Наде́жда Андре́евна Толоко́нникова) واسمها المختصر ناديا تولوكنو هي فنانة ومغنية وناشطة سياسية روسية ولدت في يوم 7 نوفمبر 1989 في مدينة نوريلسك في كراسنويارسك كراي في روسيا، تشتهر بكونها إحدى عضوات فرقة الروك بوسي ريوت وأشتهرت بمعارضتها لحكومة الرئيس الروسي فلاديمير بوتين في أغسطس 2012 تم إلقاء القبض عليها بتهمة التعصب بعد أدائها عرض مع مجموعة فوينا في كاتدرائية المسيح المخلص في موسكو حُكم عليها بالسجن لمدة عامين مع زميلتها في الفرقة ماريا أليوخينا وبعد التنديدات الدولية بسبب سجنهما تم إطلاق سراحهما بعد العفو الذي صدر لهن، تولوكنيكوفا هي خريجة فلسفة من جامعة موسكو الحكومية وهي متزوجة من بيوتر فيرزيلوف ولها ابنة إسمها جيرا ولها جنسيتين روسية وكندية.

## روابط خارجية
- ناديشدا تولوكونيكوفا على موقع IMDb (الإنجليزية)
- ناديشدا تولوكونيكوفا على موقع ميوزك برينز (الإنجليزية)
- ناديشدا تولوكونيكوفا على موقع ديسكوغز (الإنجليزية)
- ناديشدا تولوكونيكوفا على موقع قاعدة بيانات الفيلم (الإنجليزية)
- ناديشدا تولوكونيكوفا على موقع كينوبويسك (الروسية)